# 永遠の調べ
「永遠の調べ」（トワのしらべ）は、2011年8月31日発売の元ちとせの3年ぶりのCDシングル。

## 概要
表題曲の「永遠の調べ」は、角川映画『日輪の遺産』イメージソングである。原曲はスコットランド民謡「アニーローリー」。
カップリングの「遠い海へ旅に出た私の友達」と「やわらかなサイクル」はそれぞれ2009年と2010年に配信限定でリリースされた曲であり、初めてのCD収録となった。「遠い海へ旅に出た私の友達」は、TBS系ドキュメンタリー番組『ウミガメが教えてくれること』テーマソングとして、「やわらかなサイクル」は、2010 JFL ECO MESSAGE SONG・新千歳空港エコエアポート2010公式応援ソングとして、それぞれ使用された。

## 収録曲
1. 永遠の調べ
2. 遠い海へ旅に出た私の友達
3. やわらかなサイクル
4. 永遠の調べ Instrumental

## 収録アルバム
永遠の調べ
- 平和元年

遠い海へ旅に出た私の友だち
※アルバム未収録
やわらかなサイクル
※アルバム未収録